# Ивин, Владимир Петрович
Владимир Петрович Ивин (? — 1854) — генерал-лейтенант (11.04.1848), герой Польской кампании 1831 года и Венгерского похода 1849 года. Начальник 5-й артиллерийской дивизии, комендант Новогеоргиевской крепости.

## Биография
Образование получил в Дворянском полку, из которого выпущен офицером 22 февраля 1810 году в полевую пешую артиллерию.
Принимал участие в русско-турецкой войне 1828—1829 годов, за отличие награждён орденом Святого Владимира 4-й степени. Затем он находился в Польше, где принимал участие в подавлении восстания. За боевые отличия в этой кампании он был произведён в полковники и награждён орденами Святой Анны 2-й степени, Святого Георгия 4-й степени (25 декабря 1831 года, № 4629 по кавалерскому списку Григоровича — Степанова) и польским Знаком отличия за военное достоинство (Virtuti Militari) 3-й степени.
С 6 августа 1831 года по 22 июня 1839 года командовал 13-й артиллерийской бригадой. 26 марта 1839 года Ивин был произведён в генерал-майоры и вскоре назначен начальником 5-й артиллерийской дивизии.
11 апреля 1848 года Ивин был произведён в генерал-лейтенанты и в следующем году во главе своей дивизии выступил в поход против венгров. В течение этой кампании он неоднократно бывал в сражениях и 28 ноября 1849 года был награждён орденом Святого Георгия 3-й степени (№ 470 по кавалерским спискам)
В воздаяние отличнаго мужества и примерной храбрости, оказанных в сражении против мятежных Венгров 19 июля под Шесбургом, где, командуя отдельною частию войск, отразил в течение семи часов неоднократныя нападения превосходнаго неприятеля, упорно старавшагося овладеть важным пунктом нашей позиции.
По возвращении в Россию Ивин был назначен первым комендантом Новогеоргиевской крепости и оставался в этой должности вплоть до конца жизни.
Скончался в 1854 году.

## Награды
Российские:
- Орден Святого Владимира 4-й степени (14 августа 1829 года)
- Орден Святого Георгия 4-й степени (25 декабря 1831 года)
- Орден Святой Анны 2-й степени (23 сентября 1831 года)
- Знак отличия "За военное достоинство" (Virtuti Militari) 3-й степени (1831 год)
- Императорская корона к ордену Святой Анны 2-й степени (20 ноября 1832 года)
- Орден Святого Станислава 2-й степени (1836 год)
- Знак отличия беспорочной службы за XXV лет (22 августа 1836)
- Знак отличия беспорочной службы за XXX лет (22 августа 1842)
- Орден Святого Владимира 3-й степени (12 ноября 1843 года)
- Орден Святого Станислава 1-й степени (23 декабря 1845 года)
- Знак отличия беспорочной службы за XXXV лет (22 августа 1847 года)
- Орден Святой Анны 1-й степени (24 сентября 1847 года)
- Орден Святого Владимира 2-й степени (29 июля 1849 года)
- Императорская корона к ордену Святой Анны 1-й степени (1 сентября 1849 года)
- Орден Святого Георгия 3-й степени (28 ноября 1849 года)
- Орден Белого орла (1852 год)

Иностранные:
- Австрийский орден Железной короны 1-го класса (1850 год)